# 國立金門高級中學
國立金門高級中學（National Kinmen Senior High School），簡稱國立金門高中、金門高中、金中，是一所位於中華民國福建省金門縣金城鎮的普通高級中學。1951年由兩間私立初中合併成立「福建省立金門中學」，曾因九三砲戰及八二三炮戰而遷校或短暫停辦，後停辦初中部改名為「福建省立金門高級中學」，1984年改隸教育部並改為現名，為金門縣唯一的普通高級中學。

## 沿革
- 1946年，東南亞華僑出資成立私立金中初級中學[1]
- 1950年，東南亞華僑出資成立金東初級中學[1]
- 1951年9月3日，由當時的金門防衛司令官兼福建省主席胡璉，合併私立金東初中及私立金門初中，成立「福建省立金門中學」。
- 1954年9月3日，九三砲戰爆發，遷校至陳坑村。
- 1958年8月23日，八二三炮戰爆發，全校師生疏遷至臺灣分散至各公立中學繼續高中教育。1960年於現址復校。
- 1964年，率先試行九年國民義務教育，停止招收初中部新生。
- 1967年，初中部裁撤。
- 1972年，改制為「福建省立金門高級中學」。
- 1975年8月，職業類科及技訓中心遷往山外太湖畔成立分部。
- 1981年8月，分部獨立設校。
- 1984年7月，改隸教育部，更名「國立金門高級中學」。

## 姊妹校
- 中華民國：國立中興高級中學[2]
- 中华人民共和国福建省：漳浦達志中學

## 外部連結
- 國立金門高級中學 （页面存档备份，存于）